# Idioscopus anasuyae
Idioscopus anasuyae är en insektsart som beskrevs av Chandrasekhara A. Viraktamath 1985. Idioscopus anasuyae ingår i släktet Idioscopus och familjen dvärgstritar. Inga underarter finns listade i Catalogue of Life.